# Гозева, Оксана Александровна
Окса́на Алекса́ндровна Го́зева (род. 30 декабря 1989 года в Москве) — российская фигуристка, выступавшая в женском одиночном катании.

## Карьера
Оксана пропускала сезон 2005—2006 и частично сезон 2006—2007 из-за травмы и отсутствия интереса к фигурному катанию.
Завоевала бронзовую медаль на чемпионате России среди юниоров 2009 года. В связи с тем, что занявшие первое и второе место 12-летние Аделина Сотникова и Елизавета Туктамышева не имели права участвовать в международных турнирах проводимых ИСУ из-за возрастного лимита, Оксана была направлена на чемпионат мира среди юниоров 2009 года в Болгарии (от России две участницы). На чемпионате она заняла 9-е, неплохое для дебюта место, которое с учётом первого места Алёны Леоновой дало России право выставить на следующий чемпионат уже трёх участниц в женском одиночном катании.
На чемпионате России 2010 года заняла 7-е место, но благодаря возрастным ограничениям ИСУ смогла попасть в сборную команду России на чемпионат Европы 2010 года, где стала 13-й. Начиная с сезона 2010—2011 в соревнованиях участия не принимает.
После завершения соревновательной карьеры начала тренерскую деятельность, а также получила судейскую категорию, является техническим контролёром всероссийских соревнований.

## Спортивные достижения
| Соревнования                                   | 2004—2005 | 2007—2008 | 2008—2009 | 2009—2010 |
| ---------------------------------------------- | --------- | --------- | --------- | --------- |
| Чемпионаты Европы                              |           |           |           | 13        |
| Чемпионаты мира среди юниоров                  |           |           | 9         |           |
| Чемпионаты России                              | 10        | 6         | 8         | 7         |
| Чемпионаты России среди юниоров                | 8         | 6         | 3         |           |
| Этапы Гран-при: NHK Trophy                     |           |           |           | 9         |
| Этапы Гран-при: Rostelecom Cup                 |           |           |           | 9         |
| Мемориал Карла Шефера                          |           |           | 8         |           |
| Этапы юниорского Гран-при, Чехия               |           |           | 8         |           |
| Этапы юниорского Гран-при, Беларусь            |           |           | 2         |           |
| Этапы юниорского Гран-при, Румыния             | 10        |           |           |           |
| Этапы юниорского Гран-при, Сербия и Черногория | 6         |           |           |           |